# Лима дос Сантос, Родриго Жозе
Лима (порт. Lima; полное имя — Родриго Жозе Лима дос Сантос; порт. Rodrigo José Lima dos Santos; род. 11 августа 1983 года, Монти-Алегри) — бразильский футболист. Лима был центральным нападающим, отличался высокой скоростью, хорошим дриблингом и ударом с правой ноги. До 2009 года он выступал за различные бразильские клубы, нигде не задерживаясь надолго и почти ничем не выделяясь. Лима раскрывался в чемпионате Португалии, проявив себя хорошим бомбардиром во время выступлений за «Белененсиш», «Брагу» и «Бенфику».

## Биография
Лима вырос в штате Парана, футбольную карьеру начинал в местных клубах. В 20-летнем возрасте он попробовал свои силы в европейском футболе, став игроком португальского клуба «Визела», выступавшего в третьем дивизионе. Но вскоре после переезда в Португалию Лима затосковал по дому и менее чем через год вернулся на родину. Его последующая карьера в Бразилии не была выдающейся. Он сменил множество клубов, нигде особенно не выделяясь из общей массы игроков. Главные достижения Лимы на родине — это участие в Кубке Либертадорес в составе «Параны» и «Сантоса».
Летом 2009 года сообщалось о готовящемся переходе 25-летнего Лимы в харьковский «Металлист». Он вместе со своим агентом побывал на Украине и вёл с клубом переговоры. Предполагалось, что сумма трансфера составит один миллион евро. Однако переход Лимы в украинский клуб не состоялся, но он всё-таки оказался в европейском футболе, став игроком португальского «Белененсиша». В Португалии Лима заново раскрылся, проявив себя сильным и очень подвижным нападающим. Забив семь голов в 27 матчах чемпионата Португалии, Лима привлёк внимание руководства «Браги» и летом 2010 года оформил переход в этот клуб из покинувшей высшего лигу «Белененсиша». С «Брагой» бразилец подписал контракт на три года.
Уже в августе 2010 года Лима заявила о себе в новом клубе, сделав хет-трик в матче классификационного раунда Лиги чемпионов с «Севильей». Эти голы помогли «Браге» одержать победу и впервые в своей истории выйти в групповой турнир. В дальнейшем «Брага» вылетела из Лиги чемпионов, но продолжила выступления в Лиге Европы, дошла до её финала, в котором с минимальным счётом 0:1 уступила «Порту». В сезоне 2011/2012 Лима неожиданно проявил себя в качестве бомбардира. С декабря по март «Брага» выигрывала все матчи в национальном чемпионате, Лима лишь в двух играх этого периода уходил с поля без забитых голов. Долгое время он удерживал лидерство в рейтинге самых результативных игроков, но в конце сезона его догнал Оскар Кардосо, также забивший двадцать голов.
Сезон 2012/2013 Лима начинал в составе «Браги». Он вновь помог команде пройти квалификационный этап Лиги чемпионов, реализовав один из послематчевых пенальти в матче с итальянским «Удинезе». 1 сентября 2012 года, в последний день летнего трансферного окна, лиссабонская «Бенфика» приобрела Лиму и подписала с ним контракт на четыре года. Предположительная сумма трансфера составила 4,5 млн евро. В «Бенфике» Лима сформировал мощный дуэт нападающих с Оскаром Кардосо. В чемпионате Португалии сезона 2012/2013 бразилец отметился 20 голами и стал лучшим бомбардиром команды, Кардосо забил 16 голов. В 2013 году в прессе появлялась информация об интересе к Лиме со стороны российского клуба «Анжи» (причём спортивный директор клуба Роберто Карлос называл своего соотечественника одним из сильнейших нападающих в мире) и итальянской «Ромы». Однако он остался в «Бенфике» и помог ей два года подряд, в 2013 и 2014 годах, выйти в финал Лиги Европы, а в 2014 году выиграть чемпионат, Кубок, Кубок лиги и Суперкубок Португалии. В 2015 году Лима вновь стал чемпионом Португалии и обладателем Кубка португальской лиги.
24 июля 2015 года было объявлено о переходе Лимы в эмиратский клуб «Аль-Ахли». Контракт между клубом и футболистом был заключён на два года с возможностью продления ещё на год. Согласно данным сайта Transfermarkt, сумма трансфера составила 7 млн евро. В феврале 2017 года покинул «Аль-Ахли».

## Игровая характеристика
Высокая скорость, низкий центр тяжести и арсенал обманных движений делают Лиму очень сильным нападающим в игре один на один с защитником. Он предпочитает играть на одной линии с защитниками, выигрывая позиционное единоборство и открываясь под острые передачи своих партнёров. Лима обладает хорошим ударом с правой ноги, благодаря которому очень эффективен в завершающей фазе атаки.

## Достижения
- Чемпион Параэнсе: 2005
- Финалист Лиги Европы: 2010/11, 2012/13, 2013/14
- Чемпион Португалии: 2013/14, 2014/15
- Победитель Кубка португальской лиги: 2013/14, 2014/15
- Обладатель Кубка Португалии: 2013/14
- Обладатель Суперкубка Португалии: 2014